# Maxim Leo

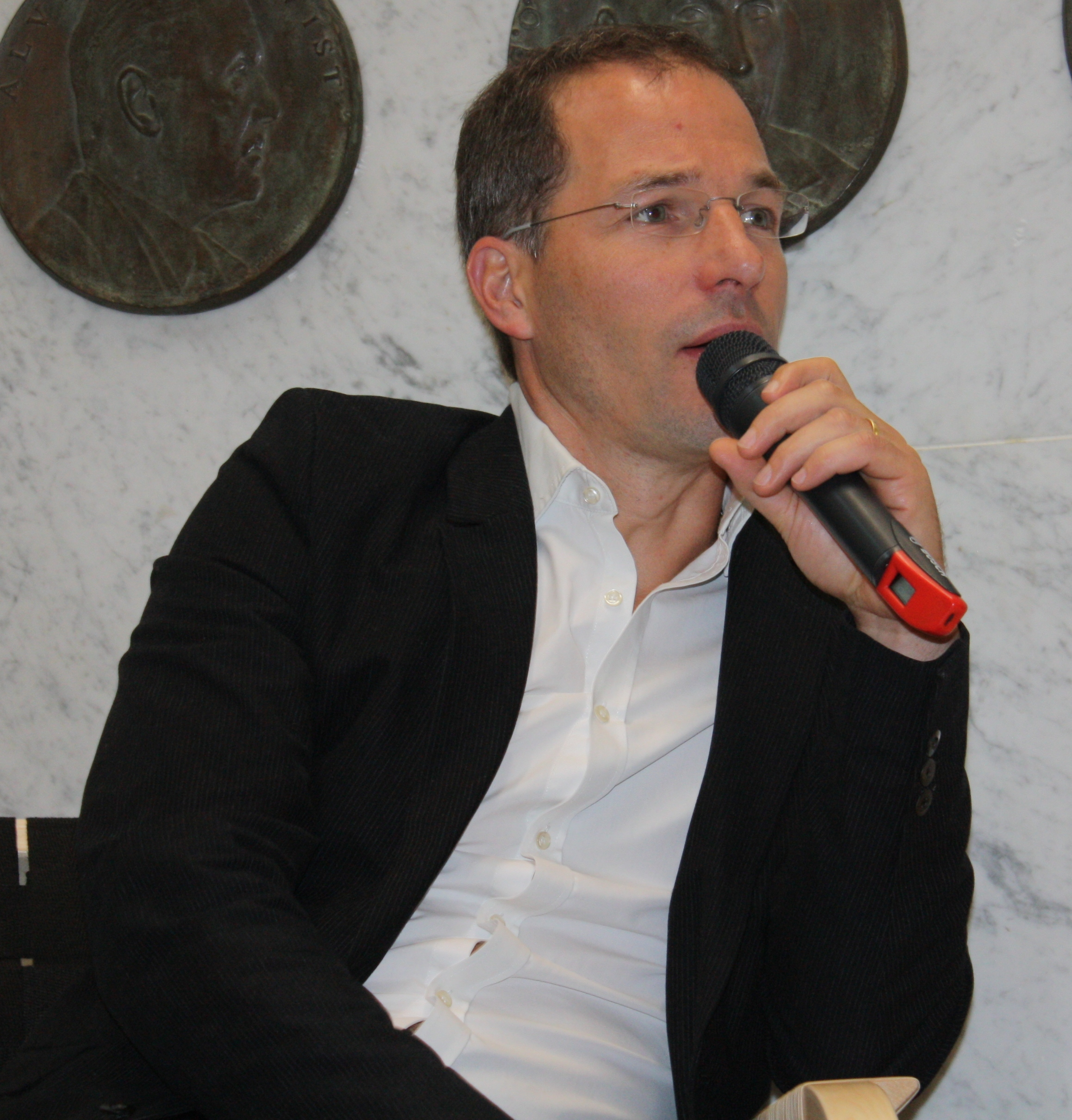
Maxim Leo im Jahr 2010

Maxim Leo (* 30. Januar 1970 in Ost-Berlin) ist ein deutscher Journalist, Drehbuchautor und Schriftsteller.

## Leben
Maxim Leo wuchs in Ost-Berlin auf. Nach einer Ausbildung zum Chemielaboranten an der Akademie der Wissenschaften der DDR legte er 1990 das Abitur an der Volkshochschule Treptow ab. Er studierte von 1990 bis 1995 Politikwissenschaften an der Freien Universität Berlin und am Institut d’études politiques de Paris. Von 1995 bis 1996 war Leo Nachrichtenredakteur beim Fernsehsender RTL.
Von 1997 bis 2017 war er Redakteur bei der Berliner Zeitung. Dort war er zunächst in der Redaktion Außenpolitik zuständig für Frankreich und die Europäische Union, seit 2001 arbeitete er im Ressort »Seite Drei«. Im Wechsel mit seinem Kollegen Gutsch veröffentlichte er im Magazin der Berliner Zeitung bis 2021 die Kolumne Leo/Gutsch.
2002 wurde ihm der Deutsch-Französische Journalistenpreis und 2006 der Theodor-Wolff-Preis verliehen. 2009 erschien sein autobiografisches Buch Haltet euer Herz bereit, eine ostdeutsche Familiengeschichte, wofür er im Dezember 2011 den Europäischen Buchpreis erhielt. 2019 schrieb Leo ein weiteres autobiografisches Buch Wo wir zu Hause sind, in dem er die Geschichte seiner in die Welt vertriebenen jüdischen Familie erzählt.
Von Leo stammt das Drehbuch zu dem 2014 ausgestrahlten Tatort-Film „Wahre Liebe“. Zudem schreibt er eine eigene Krimi-Reihe um Kommissar Voss, der in Brandenburg ermittelt.
Zusammen mit Jochen-Martin Gutsch veröffentlichte er die Bestseller Sprechende Männer, Es ist nur eine Phase, Hase und Du bleibst mein Sieger, Tiger, in denen es vor allem um die Merkwürdigkeiten im Leben mittelalter Männer geht.
Maxim Leo lebt mit Frau und zwei Kindern in Berlin. Er ist Enkel des Résistance-Kämpfers und Journalisten Gerhard Leo und Sohn der Historikerin Annette Leo und des Künstlers Wolf Leo.

## Veröffentlichungen
- 2005: mit Jochen-Martin Gutsch: Single-family: zwei Männer-zwei Welten. 66 wahre Geschichten, Illustrationen von Wolf Leo. Herder, Freiburg im Breisgau/Basel/Wien, ISBN 3-451-28553-3.
- 2009: Haltet euer Herz bereit: Eine ostdeutsche Familiengeschichte. Blessing, München, ISBN 978-3-89667-401-2.
- 2011: mit Jochen-Martin Gutsch: Sprechende Männer. Das ehrlichste Buch der Welt. Blessing, München, ISBN 978-3-89667-440-1.
- 2014: Männer wie wir: Das zweitehrlichste Buch der Welt, mit Jochen-Martin Gutsch. Heyne, München, ISBN 978-3-453-60293-9.
- 2015: Auentod: Der zweite Fall für Kommissar Voss. Kiepenheuer & Witsch, Köln, ISBN 978-3-462-04829-2.
- 2015: Waidmannstod: Der erste Fall für Kommissar Voss. KiWi-Taschenbuch, Köln, ISBN 978-3-462-04834-6.
- 2018: mit Jochen-Martin Gutsch: Es ist nur eine Phase, Hase: Ein Trostbuch für Alterspubertierende. Ullstein, Berlin, ISBN 978-3-86493-061-4.
- 2019: Wo wir zu Hause sind: Die Geschichte meiner verschwundenen Familie. Kiepenheuer & Witsch, Köln, ISBN 978-3-462-05081-3.[6]
- 2019: mit Jochen-Martin Gutsch: Du bleibst mein Sieger, Tiger: Noch mehr Trost für Alterspubertierende. Ullstein, Berlin, ISBN 978-3-550-20026-7.
- 2022: Der Held vom Bahnhof Friedrichstraße. Kiepenheuer & Witsch, Köln, ISBN 978-3-462-00084-9.
- 2023: mit Jochen-Martin Gutsch: Frankie. Penguin Verlag, München, ISBN 978-3-328-60183-8.
- 2024: Wir werden jung sein. Kiepenheuer & Witsch, Köln, ISBN 978-3-462-00375-8.[7]
- 2024: Junge aus West-Berlin, Illustrierte Lieblingsbücher, Band 18, Galiani Berlin, ISBN 978-3-86971-304-5.